# Jurij Miklavčič
Jurij Miklavčič (tudi Miklautschitsch), slovenski rimskokatoliški duhovnik, latinist in slovenist, * 27. marec 1756, Zali Log, † 23. februar 1829, Ljubljana. 
Za Miklavčiča ni znano kje je okoli leta 1775 dokončal gimnazijo in okoli 1777 filozofijo. (katalogi ljubljanske gimn. te dobe ga ne omenjajo). Bogoslovje je začel  študirati 1777 v Celovcu, nadaljeval študij v Admontu (Avstrija) in ga dokončal v zavodu svoje škofije v Gorici, kjer je bil 9. junija 1781 posvečen v duhovnika. Kot kaplan je 1781 služboval v rojstni fari, potem v Kamniku, od 20. avg. 1787 v Komendi, torej v župnijah, ki so tisti čas spadale pod goriško škofijo, a so bile po regulaciji škofijskih mej potem premeščene v ljubljansko škofijo, kjer je bil od 1789 do upokojitve 1813 stolni vikar in nem. pridigar. V času bivanja v Ljubljani je postal prijatelj V.Vodnika. Bil je preprost in skromen človek, najbrž zmeren janzenist, ki so ga imeli vsi radi. Živel je le za znanost, veljal za dobrega nem. pridigarja, a imel sloves tudi kot slovenist in zlasti še kot »srečen latinski pesnik v elegičnem verzu po lahkem načinu Ovidijevem«. Izmed njegovih latinskih  pesmi sta ohranjeni le dve: priložnostni verzi, s katerimi je Vodniku vrnil neko knjigo, in pa »Rubecula aviario exempta«, ki jo je leta 1814 verjeto objavil tudi v tisku. Smrt M. Nagliča mu je pripravila mesto med revizorji Japljevega Svetega pisma (Japljeva Biblija). Od leta 1796 do 1804 je bil sorevizor za vse knjige Stare in Nove zaveze, ki so izšle v tisku.